# Allothereua maculata
Allothereua maculata (лат.) — многоножка из отряда Scutigeromorpha класса губоногих. Эндемик Австралии.

## Распространение
Встречаются в южной и западной Австралии, в том числе в штате Квинсленд.

## Описание
Тело состоит из 15 сегментов, несёт 15 пар ног. Коричневого цвета с тёмными пятнами. Длина 20 — 25 мм На голове пара усиков и сходные каудальные отростки на конце тела.
Обитают как в лесах, так и на урбанизированных территориях. Их появление в домах означает появление сырости и отсутствие вентиляции. A. maculata хищник, питается насекомыми и другими членистоногими, но, как правило, считается безвредной.